# 1870'erne
Århundreder: 18. århundrede – 19. århundrede – 20. århundrede
Årtier: 1820'erne 1830'erne 1840'erne 1850'erne 1860'erne – 1870'erne – 1880'erne 1890'erne 1900'erne 1910'erne 1920'erne
År: 1870 1871 1872 1873 1874 1875 1876 1877 1878 1879
Begivenheder
Personer